# Grant McCann
Grant Samuel McCann (* 14. April 1980 in Belfast) ist ein nordirischer Fußballtrainer und ehemaliger -nationalspieler. Von 2019 bis 2022 trainierte er den englischen Zweitligisten Hull City. Zwischen 2001 und 2012 bestritt er 39 Länderspiele für die nordirische Fußballnationalmannschaft und erzielte dabei 4 Treffer.

## Karriere

### Als Spieler

#### Vereine
Der in der nordirischen Hauptstadt Belfast geborene Grant McCann verließ im Jahr 1996 seine Heimat und wechselte im Alter von 16 Jahren in die Jugendakademie des englischen Erstligisten West Ham United. Der Durchbruch in der ersten Mannschaft des Vereins blieb ihm in den folgenden Jahren verwehrt und er bestritt lediglich vier Ligaspiele, ehe er den Verein im Januar 2003 verließ.
Nachdem er zuvor bereits auf Leihbasis für den Verein gespielt hatte, unterschrieb der 22-Jährige im Januar 2003 einen Vertrag beim englischen Drittligisten Cheltenham Town. McCann kam für sein neues Team als Stammspieler zum Einsatz, stieg am Saisonende jedoch mit Cheltenham in die vierte Liga ab. In dieser Spielklasse verbrachte er die kommenden drei Spielzeiten, ehe in der Football League Two 2005/06 der Aufstieg über die Play-offs in die dritte Liga gelang (1:0-Erfolg im Play-off-Finale gegen Grimsby Town). Nach einem guten Start in die Saison 2006/07 mit fünf Ligatreffern in fünfzehn Spielen, verpflichtete ihn der Zweitligist FC Barnsley am 23. November 2006 auf Leihbasis bis zum Jahresende. Nach Ablauf der Leihfrist gab der Verein die Verpflichtung des Mittelfeldspielers auf fester Vertragsbasis bekannt. Insgesamt bestritt er 22 Ligapartien in der Football League Championship 2006/07 und erzielte dabei ein Tor.
Am 15. Januar 2008 wechselte McCann innerhalb der Saison zum ebenfalls in der zweiten Liga spielenden Verein Scunthorpe United und unterschrieb einen bis Sommer 2010 gültigen Vertrag. Mit seiner neuen Mannschaft stieg er am Saisonende als Tabellenvorletzter in die dritte Liga ab. Auch dank einem stark aufspielenden Grant McCann (43 Ligaspiele / 9 Tore) blieb der Aufenthalt in der dritten Liga auf die Football League One 2008/09 begrenzt. Nach einem sechsten Tabellenplatz, erreichte Scunthorpe durch einen 3:2-Finalerfolg in den Play-offs über den FC Millwall die Rückkehr in die zweite Liga. Auch in der höheren Spielklasse gehörte McCann zu den Leistungsträgern und kam auf acht Treffer, zudem gelang ihm mit dem Aufsteiger der Klassenerhalt in der Football League Championship 2009/10.
Im Mai 2010 wechselte der 30-Jährige trotz einem neuen Vertragsangebot von Scunthorpe und anderen Angeboten aus der zweiten Liga zum Drittligisten Peterborough United. Der kurz darauf zum Mannschaftskapitän ernannte McCann führte sein neues Team 2010/11 nach einem vierten Tabellenplatz in das Play-off-Finale. Dort bezwang Peterborough Huddersfield Town mit 3:0 und feierte somit die direkte Rückkehr in die zweite Liga. Nach einem Klassenerhalt im ersten Jahr, stieg der Verein in der Saison 2012/13 als Drittletzter wieder in die dritte Liga ab.
Nach eineinhalb Jahren in der dritten Liga, wechselte er Mitte Januar 2015 zum in seiner nordirischen Heimatstadt Belfast spielenden Verein Linfield FC. Der ursprünglich bis zum Saisonende gültige Vertrag wurde jedoch bereits am 26. Februar 2015 wieder aufgelöst, da McCann nach der Entlassung von Cheftrainer Darren Ferguson als Assistenztrainer zu Peterborough United zurückkehrte.

#### Nationalmannschaft
Grant McCann debütierte am 6. Oktober 2001 für die nordirische Fußballnationalmannschaft bei einem 1:0-Auswärtssieg gegen Malta. Sein erstes Tor für die Nationalmannschaft gelang ihm am 24. März 2007 bei einem 4:1-Auswärtssieg in Liechtenstein. Bis Juni 2012 bestritt er 39 Länderspiele für sein Heimatland und erzielte dabei vier Tore. Die Qualifikation für eine Fußball-Weltmeisterschaft oder Fußball-Europameisterschaft blieb ihm mit seinen Mannschaftskameraden in diesem Zeitraum verwehrt.

### Als Trainer
Nachdem er zuvor bereits als Spieler, Assistenztrainer sowie Interimstrainer für Peterborough United tätig gewesen war, gab der Verein am 16. Mai 2016 Grant McCann als neuen Cheftrainer bekannt. In seinem ersten Jahr als Trainer erreichte er in der EFL League One 2016/17 mit seiner Mannschaft den elften Tabellenplatz. In die EFL League One 2017/18 startete er mit seinem Team mit vier Siegen in Folge, wofür er später die Auszeichnung zum Trainer des Monats der dritten Liga im August 2017 erhielt. Peterborough blieb die folgenden Monate zumeist unter den sechs besten Mannschaften der dritten Liga, ehe eine Serie von sieben sieglosen Spielen im Februar 2018 den Verein auf den zehnten Platz zurückfallen ließ. Da der angestrebte Aufstieg in die zweite Liga damit aus dem Blickfeld geriet, gab der Vorstand am 25. Februar 2018 die Entlassung von Grant McCann bekannt.
Am 27. Juni 2018 unterschrieb der 38-Jährige einen Vertrag als Cheftrainer beim Drittligisten Doncaster Rovers und zog mit seiner neuen Mannschaft als Tabellensechster der EFL League One 2018/19 in die Aufstiegs-Play-offs ein. Mit lediglich einem Punkt Vorsprung hatte Doncaster hierbei McCanns vorherigen Verein Peterborough United auf den siebenten Platz verwiesen und damit dessen Aufstiegsträume beendet. Auch den Rovers blieb der Aufstieg verwehrt, da das Team bereits im Halbfinale nach Elfmeterschießen am späteren Aufsteiger Charlton Athletic scheiterte.
Nach dem verpassten Aufstieg entschied sich McCann im Juni 2019 Doncaster nach nur einem Jahr zu verlassen und ein Angebot des Zweitligisten Hull City anzunehmen. Die erste Spielzeit mit seinem neuen Verein in der EFL Championship 2019/20 verlief enttäuschend und endete mit dem Abstieg als Tabellenletzter. Trotz dieses Misserfolges blieb McCann im Amt und führte Hull City in der anschließenden Saison zum Meistertitel in der EFL League One 2020/21 und erreichte damit die direkte Rückkehr in die zweite Liga. Im Januar 2022, weniger als eine Woche nach der Übernahme von Hull City durch Acun Ilıcalı, wurde McCann entlassen. Bereits Ende Februar 2022 wurde er von Peterborough United erneut verpflichtet und trainierte damit wieder in der zweithöchsten englischen Spielklasse, das erste Pflichtspiel fand dabei just gegen seinen Ex-Klub Hull statt (Endstand 0:3). McCann gelang es nicht, den Klub von den Abstiegsränge zu führen und stieg mit dem Klub in die EFL League One ab. Dort wurde er Anfang Januar 2023 wieder entlassen, nachdem aus den vorangegangenen sieben Partien nur ein Sieg gelungen war und der Klub auf Platz 8 liegend den Anschluss an die Play-off-Plätze zu verlieren drohte. Sein Nachfolger wurde sein Vorgänger Darren Ferguson. Im Mai 2023 wurde er erneut Trainer der Doncaster Rovers, die zwischenzeitlich in die EFL League Two abgestiegen waren.